# Legehida
Cet article possède un paronyme, voir Lagahida.
Legehida (parfois écrit en deux mots « Lege Hida ») est un woreda du sud de l'Éthiopie situé dans la zone Est Bale de la région Oromia. Il a 65 521 habitants en 2007. Son centre administratif est Beltu.

## Situation
Limitrophe de la zone Arsi sur une courte distance au nord-ouest et limitrophe principalement des zones Mirab Hararghe et Misraq Hararghe de la région Oromia au nord et à l'est, Legehida est de plus limitrophe de la région Somali par sa pointe sud-est. Sur tout ce parcours, il est bordé par la boucle du Chébéli qui le sépare des autres zones.
Du côté sud, il est bordé par les woredas Gololcha et Seweyna qui font partie comme lui de la zone Est Bale.
Le chef-lieu du woreda, Beltu ou Belitu, se trouve vers 1 700 m d'altitude à près de 70 km au nord-est de Sheikh Hussein.
La localité appelée Lagahida est à plus de 130 km de Beltu, dans la partie sud-est du woreda, près de la région Somali.

## Population
Au recensement national de 2007, le woreda Legehida compte 62 521 habitants et 3 % de sa population est urbaine.
La quasi-totalité des habitants (99 %) sont musulmans, moins de 1 % sont orthodoxes.
Avec 2 016 habitants en 2007, Beltu est la seule agglomération recensée dans le woreda.
En 2022, la population du woreda est estimée à 88 770 personnes avec une densité de population de 22 personnes par km2 et 3 982 km2 de superficie